# Хавенсон, Александр Соломонович
Александр Соломонович Хавенсон — советский государственный деятель.

## Биография
Александр Хавенсон родился в 1897 году.
В марте 1917 года вступил в РСДРП(б).
С 5 января по 16 февраля 1921 года — председатель Временного Дагестанского областного бюро РКП(б).
До 28 февраля 1921 года — ответственный секретарь Дагестанского областного комитета РКП(б).
Затем — заведующий Отделом кадров Московского комитета РКП(б), затем работал в Центральной Контрольной Комиссии ВКП(б) — Народном комиссариате рабоче-крестьянской инспекции СССР, был председателем Специальной коллегии Верховного Суда РСФСР.
В 1924/25 учебном году вёл курс исторического материализма в Московском химико-технологическом институте им. Д. И. Менделеева

Ист. Мат. и Политэкономия ведутся по докладной системе самими студентами, предварительно получая тему для докладов и соответствующую к ним литературу. Перед докладом на курсе, темы предварительно прорабатываются в группах, по заслушании доклада и прений по ним, руководитель-преподаватель резюмирует и указывает недостатки в докладе.
Преподаватели т. Хавенсон и т. Глущенко.
— «Исторический вестник РХТУ им. Д. И. Менделеева» М. РХТУ 2001, № 6 (4). — С. 8. онлайн
В 1941−1945 годах служил в РККА.
Был председателем Московской коллегии адвокатов.
Умер 5 марта 1963 года в Москве. Похоронен на Новодевичьем кладбище (Новая территория. Колумбарий, 119 секция)